# توبیاس وشتر
توبیاس وشتر (انگلیسی: Tobias Wächter؛ زادهٔ ۳ اوت ۱۹۸۸) دوچرخه‌سوار اهل آلمان است.